# Thủy điện A Lưới
Thủy điện A Lưới là công trình thủy điện xây dựng với hồ nước ở thượng nguồn dòng  sông A Sáp, chuyển nước về nhà máy điện xả nước ra sông Bồ, tại vùng đất huyện A Lưới, thành phố Huế., Việt Nam .
Thủy điện A Lưới có công suất 170 MW với 2 tổ máy, sản lượng điện hàng năm 690 triệu KWh, khởi công tháng 6/2007 hoàn thành tháng 6/2012 . Tên ban đầu của công trình là thủy điện A Sáp.

## Đặc điểm
Thủy điện A Lưới có điểm đặc biệt là các công trình chính ở cách nhau khá xa.
Đập chính tạo hồ thủy điện ở trên dòng sông A Sáp tại xã Quảng Nhâm và Hồng Thái.
Hồ thủy điện A Lưới có diện tích lưu vực 331 km², dung tích hồ 60,2 triệu m³. Kênh dẫn nước xuất phát từ phía đuôi hồ A Lưới với cửa lấy nước 16°13′48″B 107°16′13″Đ / 16,230079°B 107,270151°Đ sát phía tây đường Hồ Chí Minh tại xã Phú Vinh.
Đường hầm và đường ống áp lực dài gần 12 km dẫn nước vào nhà máy thủy điện tại xã Hồng Hạ 16°16′28″B 107°21′31″Đ / 16,274325°B 107,358548°Đ.
Nước sau khi ra khỏi nhà máy sẽ đổ vào thượng nguồn sông Bồ bên bờ trái . Việc dẫn nước về sông Bồ làm tăng lưu vực hiệu dụng và lượng nước đưa về thủy điện Hương Điền 16°27′30″B 107°25′21″Đ / 16,458333°B 107,4225°Đ.

## Sông A Sáp
Sông A Sáp, sang đất Lào gọi là Sê Asap , là tên ở phần khởi nguồn của sông Sê Kông. Đây là một phụ lưu cấp 2 của sông Mekong chảy ở nam Lào sang đông bắc Campuchia, đổ vào sông Sê San và từ đó vào sông Mê Kông tại ngã ba sông rộng lớn gần thị xã Stung Treng.